# Турка (Холмський повіт)
Турка (пол. Turka) — село в Польщі, у гміні Дорогуськ Холмського повіту Люблінського воєводства. Населення — 296 осіб (2011).

## Історія
За даними етнографічної експедиції 1869—1870 років під керівництвом Павла Чубинського, у селі здебільшого проживали українськомовні греко-католики, меншою мірою — польськомовні римо-католики.
У 1975—1998 роках село належало до Холмського воєводства.

## Демографія
Демографічна структура станом на 31 березня 2011 року:
|          | Загалом | Допрацездатний вік | Працездатний вік | Постпрацездатний вік |
| -------- | ------- | ------------------ | ---------------- | -------------------- |
| Чоловіки | 137     | 25                 | 96               | 16                   |
| Жінки    | 159     | 36                 | 75               | 48                   |
| Разом    | 296     | 61                 | 171              | 64                   |